# Character (album)
Character – siódmy album studyjny szwedzkiego Dark Tranquillity. Został wydany w kwietniu 2005 roku.

## Lista utworów
1. „The New Build” – 4:08
2. „Through Smudged Lenses” – 4:14
3. „Out of Nothing” – 3:54
4. „The Endless Feed” – 4:46
5. „Lost to Apathy” – 4:38
6. „Mind Matters” – 3:32
7. „One Thought” – 4:09
8. „Dry Run” – 4:09
9. „Am I 1?” – 4:31
10. „Senses Tied” – 4:05
11. „My Negation” – 6:29

### Digipak edition
Do albumu w wersji "digipak edition" jest dołączone drugie CD, które zawiera następujące utwory:
1. „Lost to Apathy” (teledysk) – 4:01
2. „Damage Done” (live in Korea) – 3:41
3. „The Wonders at Your Feet” (live in Korea) – 3:05
4. „Final Resistance” (live in Korea) – 3:11
5. „The Treason Wall” (live in Korea) – 3:43

- Pierwsza ścieżka to wersja utworu zamieszczona w teledysku. Ścieżki 2-5 zostały nagrane na żywo podczas Busan Rock Festival w 2004 roku w Korei.

### Wersja japońska
Japońska wersja albumu zawiera dwa bonusowe utwory poprzednio wydane na EP "Lost To Apathy":
1. „Derivation TNB” – 3:25
2. „Endless Feed” (Chaos Seed Remix) – 3:56

## Skład zespołu
- Mikael Stanne – śpiew
- Niklas Sundin – gitara
- Martin Henriksson – gitara
- Michael Nicklasson – gitara basowa
- Anders Jivarp – perkusja
- Martin Brändström – instrumenty klawiszowe

## Pozycje na listach
| Lista  | Kraj    | Pozycja |
| ------ | ------- | ------- |
| Top 60 | Szwecja | 3       |